# صلب مقوى

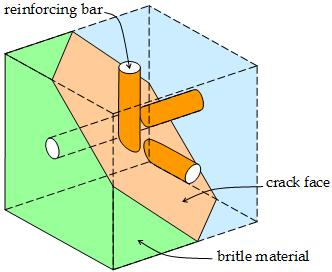

في الميكانيك الصلب، الصلب المقوى أو الصلب المعزز أو الصلب المسلح هو مادة هشة معززة بقضبان أو ألياف مطيلية. من التطبيقات الشائعة الخرسانة المسلحة. حين تتشقق الخرسانة فإن الخرسانة لا تبقى هي التي تتحمل قوة الشد في الصدع، بل تحمله قضبان التسليح الفولاذية فقط. تستمر الخرسانة المسلحة في تحمل الحمولة إذا كان التسليح كافيًا. من المشاكل التصميمية التقليدية إيجاد أقل مقدار تسليح يمكنه حمل الإجهادات على مكعب صغير. يمكن صياغة هذا على شكل مسألة إيجاد حل أمثلي.

## مسألة إيجاد الحل الأمثل
يوجه التعزيز في اتجاهات x، y، z. تعرف نسبة التعزيز أيضًا في مقطع عرضي من قضيب تعزيز بأنها نسبة مساحة التعزيز Ar إلى المساحة الإجمالية A، وهي المادة الهشة زائد مساحة التعزيز. 
{\displaystyle \rho _{x}} = {\displaystyle A_{rx}} / {\displaystyle A_{x}}
{\displaystyle \rho _{y}} = {\displaystyle A_{ry}} / {\displaystyle A_{y}}
{\displaystyle \rho _{z}} = {\displaystyle A_{rz}} / {\displaystyle A_{z}}
في حالة الخرسانة المسلحة تكون نسب التعزيز عادةً بين 0.1% و2%. يشار إلى حد الخضوع للمادة المقوية بالدليل {\displaystyle f_{y}}. موتر الإجهاد للمادة الهشة هو:
{\displaystyle \left[{\begin{matrix}\sigma _{xx}-\rho _{x}f_{y}&\sigma _{xy}&\sigma _{xz}\\\sigma _{xy}&\sigma _{yy}-\rho _{y}f_{y}&\sigma _{yz}\\\sigma _{xz}&\sigma _{yz}&\sigma _{zz}-\rho _{z}f_{y}\\\end{matrix}}\right]}
يمكن تفسير هذا على أنه موتر الإجهاد للمادة المركبة مطروحًا منه الإجهادات التي تحملها المادة المقوية عند الخضوع (الانسياب). هذه الصياغة دقيقة لنسب تعزيز أصغر من 5%. من المفترض أن المادة الهشة لا تمتلك حد متانة على الشد. (هذا الفرض ضروري في حالة الخرسانة المسلحة لأن الخرسانة تمتلك تشققات تقلص صغيرة). لذا، يجب أن تكون الإجهادات الرئيسية للمادة الهشة هي الانضغاط. الإجهادات الرئيسية لموتر إجهادات ما هي قيمه الذاتية.
تصاغ مسألة إيجاد الحل الأمثل كما يلي: إيجاد القيمة الأصغر للمقدار {\displaystyle \rho _{x}} + {\displaystyle \rho _{y}} + {\displaystyle \rho _{z}} مع الخضوع لشرط كون كل القيم الذاتية لموتر المادة الهشة أصغر من الصفر أو تساويه (مصفوفة سالبة شبه محددة). الشروط الإضافية هي  {\displaystyle \rho _{x}} ≥ 0, {\displaystyle \rho _{y}} ≥ 0, {\displaystyle \rho _{z}} ≥ 0.

## الحل
يمكن عرض حل هذه المسألة بشكل أكثر ملاءمة للحسابات اليدوية. يمكن عرضه بطريقة بيانية. يمكن أيضًا عرضه بشكل أكثر ملاءمة للتطبيق على الحاسب الآلي. في هذه المقالة، سنستعرض الطريقة الأخيرة.
هناك 12 حل تعزيز ممكن لهذه المسألة، وهي موضحة في الجدول أدناه. يحتوي كل صف حلًّا ممكنًا. يحتوي أول عمود رقم الحل. العمود الثاني يعطي الشروط التي يصلح عندها الحل. في حين تعطي الأعمدة 3 و4 و5 الصيغ لحساب نسب التعزيز.
|    | الشرط | {\displaystyle \rho _{x}} {\displaystyle f_{y}}                                                                                         | {\displaystyle \rho _{y}} {\displaystyle f_{y}}                                                                                         | {\displaystyle \rho _{z}} {\displaystyle f_{y}}                                                                                         |
| 1  | {\displaystyle I_{1}} ≤ 0, {\displaystyle I_{2}} ≥ 0, {\displaystyle I_{3}} ≤ 0 | 0 | 0 | 0 |
| 2  | {\displaystyle \sigma _{yy}\sigma _{zz}-\sigma _{yz}^{2}} > 0 {\displaystyle I_{1}(\sigma _{yy}\sigma _{zz}-\sigma _{yz}^{2})-I_{3}} ≤ 0{\displaystyle I_{2}(\sigma _{yy}\sigma _{zz}-\sigma _{yz}^{2})-I_{3}(\sigma _{yy}+\sigma _{zz})} ≥ 0 | {\displaystyle {\frac {I_{3}}{\sigma _{yy}\sigma _{zz}-\sigma _{yz}^{2}}}}                                                              | 0 | 0 |
| 3  | {\displaystyle \sigma _{xx}\sigma _{zz}-\sigma _{xz}^{2}} > 0 {\displaystyle I_{1}(\sigma _{xx}\sigma _{zz}-\sigma _{xz}^{2})-I_{3}} ≤ 0{\displaystyle I_{2}(\sigma _{xx}\sigma _{zz}-\sigma _{xz}^{2})-I_{3}(\sigma _{xx}+\sigma _{zz})} ≥ 0 | 0 | {\displaystyle {\frac {I_{3}}{\sigma _{xx}\sigma _{zz}-\sigma _{xz}^{2}}}}                                                              | 0 |
| 4  | {\displaystyle \sigma _{xx}\sigma _{yy}-\sigma _{xy}^{2}} > 0 {\displaystyle I_{1}(\sigma _{xx}\sigma _{yy}-\sigma _{xy}^{2})-I_{3}} ≤ 0{\displaystyle I_{2}(\sigma _{xx}\sigma _{yy}-\sigma _{xy}^{2})-I_{3}(\sigma _{xx}+\sigma _{yy})} ≥ 0 | 0 | 0 | {\displaystyle {\frac {I_{3}}{\sigma _{xx}\sigma _{yy}-\sigma _{xy}^{2}}}}                                                              |
| 5  | {\displaystyle \sigma _{xx}<0} | 0 | {\displaystyle \sigma _{yy}-{\frac {\sigma _{xy}^{2}}{\sigma _{xx}}}+\|\sigma _{yz}-{\frac {\sigma _{xz}\sigma _{xy}}{\sigma _{xx}}}\|} | {\displaystyle \sigma _{zz}-{\frac {\sigma _{xz}^{2}}{\sigma _{xx}}}+\|\sigma _{yz}-{\frac {\sigma _{xz}\sigma _{xy}}{\sigma _{xx}}}\|} |
| 6  | {\displaystyle \sigma _{yy}<0} | {\displaystyle \sigma _{xx}-{\frac {\sigma _{xy}^{2}}{\sigma _{yy}}}+\|\sigma _{xz}-{\frac {\sigma _{yz}\sigma _{xy}}{\sigma _{yy}}}\|} | 0 | {\displaystyle \sigma _{zz}-{\frac {\sigma _{yz}^{2}}{\sigma _{yy}}}+\|\sigma _{xz}-{\frac {\sigma _{yz}\sigma _{xy}}{\sigma _{yy}}}\|} |
| 7  | {\displaystyle \sigma _{zz}<0} | {\displaystyle \sigma _{xx}-{\frac {\sigma _{xz}^{2}}{\sigma _{zz}}}+\|\sigma _{xy}-{\frac {\sigma _{yz}\sigma _{xz}}{\sigma _{zz}}}\|} | {\displaystyle \sigma _{yy}-{\frac {\sigma _{yz}^{2}}{\sigma _{zz}}}+\|\sigma _{xy}-{\frac {\sigma _{xz}\sigma _{yz}}{\sigma _{zz}}}\|} | 0 |
| 8  | {\displaystyle \sigma _{yz}+\sigma _{xz}+\sigma _{xy}} ≥ 0 {\displaystyle \sigma _{xz}\sigma _{xy}+\sigma _{yz}\sigma _{xy}+\sigma _{yz}\sigma _{xz}} ≥ 0                                                                                     | {\displaystyle \sigma _{xx}+\sigma _{xz}+\sigma _{xy}}                                                                                  | {\displaystyle \sigma _{yy}+\sigma _{yz}+\sigma _{xy}}                                                                                  | {\displaystyle \sigma _{zz}+\sigma _{yz}+\sigma _{xz}}                                                                                  |
| 9  | {\displaystyle -\sigma _{yz}-\sigma _{xz}+\sigma _{xy}} ≥ 0 {\displaystyle -\sigma _{xz}\sigma _{xy}-\sigma _{yz}\sigma _{xy}+\sigma _{yz}\sigma _{xz}} ≥ 0                                                                                   | {\displaystyle \sigma _{xx}-\sigma _{xz}+\sigma _{xy}}                                                                                  | {\displaystyle \sigma _{yy}-\sigma _{yz}+\sigma _{xy}}                                                                                  | {\displaystyle \sigma _{zz}-\sigma _{yz}-\sigma _{xz}}                                                                                  |
| 10 | {\displaystyle \sigma _{yz}-\sigma _{xz}-\sigma _{xy}} ≥ 0 {\displaystyle \sigma _{xz}\sigma _{xy}-\sigma _{yz}\sigma _{xy}-\sigma _{yz}\sigma _{xz}} ≥ 0                                                                                     | {\displaystyle \sigma _{xx}-\sigma _{xz}-\sigma _{xy}}                                                                                  | {\displaystyle \sigma _{yy}+\sigma _{yz}-\sigma _{xy}}                                                                                  | {\displaystyle \sigma _{zz}+\sigma _{yz}-\sigma _{xz}}                                                                                  |
| 11 | {\displaystyle -\sigma _{yz}+\sigma _{xz}-\sigma _{xy}} ≥ 0 {\displaystyle -\sigma _{xz}\sigma _{xy}+\sigma _{yz}\sigma _{xy}-\sigma _{yz}\sigma _{xz}} ≥ 0                                                                                   | {\displaystyle \sigma _{xx}+\sigma _{xz}-\sigma _{xy}}                                                                                  | {\displaystyle \sigma _{yy}-\sigma _{yz}-\sigma _{xy}}                                                                                  | {\displaystyle \sigma _{zz}-\sigma _{yz}+\sigma _{xz}}                                                                                  |
| 12 | {\displaystyle \sigma _{xy}\sigma _{xz}\sigma _{yz}<0} | {\displaystyle \sigma _{xx}-{\frac {\sigma _{xz}\sigma _{xy}}{\sigma _{yz}}}}                                                           | {\displaystyle \sigma _{yy}-{\frac {\sigma _{yz}\sigma _{xy}}{\sigma _{xz}}}}                                                           | {\displaystyle \sigma _{zz}-{\frac {\sigma _{yz}\sigma _{xz}}{\sigma _{xy}}}}                                                           |

I1, I2,I3 هي ثوابت الإجهاد الخاصة بموتر إجهاد المادة المركبة.
خوارزمية الحصول على الحل الصحيح بسيطة. حساب نسب التعزيز التي تحقق الشروط لكل حل ممكن. تجاهل الحلول ذات نسب التعزيز الأصغر من الصفر. حساب قيم {\displaystyle \rho _{x}}  + {\displaystyle \rho _{y}}  + {\displaystyle \rho _{z}} واختيار الحل الذي تكون فيه هذه القيمة أصغر ما يمكن. يمكن حساب الإجهادات الرئيسية في المادة الهشة على أنها القيم الذاتية لموتر إجهادات المادة الهشة، باستخدام طريقة ياكوبي على سبيل المثال.
يمكن التحقق من الصيغ ببساطة باستبدال نسب التعزيز في موتر إجهادات المادة الهشة وحساب الثوابت. يجب أن يكون أول ثابت أقل من الصفر أو مساويًا له. يجب أن يكون الثابت الثاني أكبر من الصفر أو مساويًا له. هذه هي الشروط في العمود الثاني. للحل 2 حتى 12، يجب أن يكون الثابت الثالث صفرًا.

## تقريب آمن
يمكن بشكل مقبول تقريب حل مسألة إيجاد الحل الأمثل.
{\displaystyle \rho _{x}f_{y}} ≤ {\displaystyle \sigma _{xx}+|\sigma _{xy}|+|\sigma _{xz}|}
{\displaystyle \rho _{y}f_{y}} ≤ {\displaystyle \sigma _{yy}+|\sigma _{xy}|+|\sigma _{yz}|}
{\displaystyle \rho _{z}f_{y}} ≤ {\displaystyle \sigma _{zz}+|\sigma _{xz}|+|\sigma _{yz}|}
يمكن البرهنة على هذا كما يلي: للحد الأعلى، كثير الحدود المميز لموتر إجهادات المادة الهشة هو:{\displaystyle \lambda ^{3}+2(|\sigma _{yz}|+|\sigma _{xz}|+|\sigma _{xy}|)\lambda ^{2}+3(|\sigma _{xz}||\sigma _{xy}|+|\sigma _{yz}||\sigma _{xy}|+|\sigma _{yz}||\sigma _{xz}|)\lambda +2|\sigma _{yz}\sigma _{xz}\sigma _{yz}|-2\sigma _{yz}\sigma _{xz}\sigma _{xy}}وهو لا يمتلك جذورًا موجبةً أو قيمًا ذاتيةً موجبةً.
يمكن بسهولة حفظ هذا التقريب واستخدامه للتحقق من نتائج الحسابات أو استخدامه بدلًا عنها.